# Mads Sande
Mads Berg Sande (Bergen, 22 marzo 1998) è un calciatore norvegese, centrocampista del Brann.

## Carriera

### Club
Sande è cresciuto nelle giovanili del Fyllingsdalen, contribuendo alla vittoria del Norgesmesterskapet G19 2013. Ha esordito nella prima squadra di questo club, in 2. divisjon, in data 13 settembre 2014: ha sostituito Ahmed el Amrani nella vittoria casalinga per 3-0 arrivata sull'Ålgård. Il 21 maggio 2016 ha trovato il primo gol, nel successo interno per 7-0 sul Førde.
In vista della stagione 2017, Sande si è trasferito al Fana, sempre in 2. divisjon. Il 17 aprile è arrivato il debutto con questa nuova maglia, venendo schierato titolare nel pareggio per 0-0 arrivato sul campo del Fram Larvik. Il 15 luglio 2017, nella sfida di ritorno contro lo stesso Fram Larvik, ha contribuito con una rete all'1-1 finale. Alla fine della stagione, il Fana è retrocesso in 3. divisjon.
Il 15 agosto 2018, Sande è stato tesserato dal Nest-Sotra, compagine all'epoca militante in 1. divisjon. Ha giocato la prima partita in squadra in data 16 settembre, sostituendo Sherko Faiqi nel successo per 0-1 arrivato sul campo del Levanger. Il primo gol è arrivato invece nella stagione successiva, precisamente il 23 giugno 2019: è stato autore di una rete nella vittoria interna per 4-1 sul Jerv.
Il 20 febbraio 2020, l'Haugesund ha ufficializzato l'ingaggio di Sande, col giocatore che ha firmato un contratto valido fino al 31 dicembre 2023. Ha debuttato in Eliteserien il 21 giugno, quando è stato schierato titolare nella partita persa per 6-1 in casa del Bodø/Glimt.
Il 24 settembre 2020, Sande è stato ceduto al Sandnes Ulf con la formula del prestito. Il giocatore è quindi tornato a calcare i campi della 1. divisjon il 25 settembre, quando è subentrato a Magnus Retsius Grødem nel pareggio per 0-0 arrivato in casa del Raufoss. Il 3 ottobre ha trovato il primo gol, nel 3-1 inflitto al Grorud.
Tornato all'Haugesund per fine prestito, il 7 novembre 2021 ha realizzato il primo gol nella massima divisione locale, nel pareggio casalingo per 2-2 arrivato contro il Bodø/Glimt.
Il 18 luglio 2023, il Brann ha reso noto d'aver ingaggiato Sande, che si sarebbe aggregato al club a partire dal 1º gennaio 2024, arrivando così alla scadenza del contratto che lo legava all'Haugesund. Il 31 agosto successivo, però, le parti hanno trovato un accordo economico per anticipare il trasferimento del calciatore, che si è contestualmente aggregato al Brann e ha firmato un contratto valido fino al 31 dicembre 2026. Ha quindi esordito con la nuova maglia in data 3 settembre, sostituendo Niklas Castro nella vittoria per 1-0 arrivata sul Sarpsborg 08. Nello stesso incontro, ha subito la rottura del legamento crociato anteriore, venendo così costretto a un intervento chirurgico che lo avrebbe tenuto lontano dai campi da gioco per circa 9 mesi.
È tornato in campo il 25 luglio 2024, debuttando al contempo nelle competizioni UEFA per club: ha sostituito nuovamente Niklas Castro nel pareggio per 0-0 arrivato in casa del Go Ahead Eagles, sfida valida per i turni preliminari della Conference League. Il 18 agosto successivo ha trovato il primo gol in campionato per il Brann, nel successo per 0-4 sul campo del Fredrikstad.

### Nazionale
Sande ha rappresentato la Norvegia a livello Under-16, Under-17, Under-18 e Under-19.

## Statistiche

### Presenze e reti nei club
Statistiche aggiornate al 30 settembre 2024.
| Stagione             | Club                 | Campionato           | Campionato | Campionato | Coppe nazionali | Coppe nazionali | Coppe nazionali | Coppe continentali | Coppe continentali | Coppe continentali | Supercoppe | Supercoppe | Supercoppe | Totale | Totale |
| Stagione             | Club                 | Comp                 | Pres       | Reti       | Comp            | Pres            | Reti            | Comp               | Pres               | Reti               | Comp       | Pres       | Reti       | Pres   | Reti   |
| -------------------- | -------------------- | -------------------- | ---------- | ---------- | --------------- | --------------- | --------------- | ------------------ | ------------------ | ------------------ | ---------- | ---------- | ---------- | ------ | ------ |
| 2014                 | Fyllingsdalen        | 2D                   | 3          | 0          | CN              | 0               | 0               | -                  | -                  | -                  | -          | -          | -          | 3      | 0      |
| 2015                 | Fyllingsdalen        | 2D                   | 23         | 0          | CN              | 2               | 0               | -                  | -                  | -                  | -          | -          | -          | 25     | 0      |
| 2016                 | Fyllingsdalen        | 2D                   | 23         | 4          | CN              | 1               | 0               | -                  | -                  | -                  | -          | -          | -          | 24     | 4      |
| Totale Fyllingsdalen | Totale Fyllingsdalen | Totale Fyllingsdalen | 49         | 4          |                 | 3               | 0               |                    | -                  | -                  |            | -          | -          | 52     | 4      |
| 2017                 | Fana                 | 2D                   | 26         | 1          | CN              | 2               | 0               | -                  | -                  | -                  | -          | -          | -          | 28     | 1      |
| gen.-ago. 2018       | Fana                 | 3D                   | 14         | 2          | CN              | 1               | 0               | -                  | -                  | -                  | -          | -          | -          | 15     | 2      |
| Totale Fana          | Totale Fana          | Totale Fana          | 40         | 3          |                 | 3               | 0               |                    | -                  | -                  |            | -          | -          | 43     | 3      |
| ago.-dic. 2018       | Nest-Sotra           | 1D                   | 3          | 0          | CN              | -               | -               | -                  | -                  | -                  | -          | -          | -          | 3      | 0      |
| 2019                 | Nest-Sotra           | 1D                   | 24         | 3          | CN              | 2               | 2               | -                  | -                  | -                  | -          | -          | -          | 26     | 5      |
| Totale Nest-Sotra    | Totale Nest-Sotra    | Totale Nest-Sotra    | 27         | 3          |                 | 2               | 2               |                    | -                  | -                  |            | -          | -          | 29     | 5      |
| feb.-set. 2020       | Haugesund            | ES                   | 9          | 0          | -               | -               | -               | -                  | -                  | -                  | -          | -          | -          | 9      | 0      |
| set.-dic. 2020       | Sandnes Ulf          | 1D                   | 14         | 2          | -               | -               | -               | -                  | -                  | -                  | -          | -          | -          | 14     | 2      |
| 2021                 | Haugesund            | ES                   | 24         | 1          | CN              | 1               | 1               | -                  | -                  | -                  | -          | -          | -          | 25     | 2      |
| 2022                 | Haugesund            | ES                   | 29         | 6          | CN              | 3               | 0               | -                  | -                  | -                  | -          | -          | -          | 32     | 6      |
| gen.-ago. 2023       | Haugesund            | ES                   | 20         | 1          | CN              | 3               | 0               | -                  | -                  | -                  | -          | -          | -          | 23     | 1      |
| Totale Haugesund     | Totale Haugesund     | Totale Haugesund     | 82         | 8          |                 | 7               | 1               |                    | -                  | -                  |            | -          | -          | 89     | 9      |
| ago.-dic. 2023       | Brann                | ES                   | 1          | 0          | CN              | -               | -               | -                  | -                  | -                  | -          | -          | -          | 1      | 0      |
| 2024                 | Brann                | ES                   | 7          | 1          | CN              | 0               | 0               | UCL                | 5                  | 0                  | -          | -          | -          | 12     | 1      |
| Totale Brann         | Totale Brann         | Totale Brann         | 8          | 1          |                 | 0               | 0               |                    | 5                  | 0                  |            | -          | -          | 13     | 1      |
| Totale               | Totale               | Totale               | 220        | 21         |                 | 15              | 3               |                    | 5                  | 0                  |            | -          | -          | 240    | 24     |

## Palmarès

### Club

#### Competizioni giovanili
- Norgesmesterskapet G19: 1

Fyllingsdalen: 2013